# Raloxifeno
Raloxifeno é um derivado benzotiefeno que age como um modulador seletivo do receptor de estrógeno (MSRE). O raloxifeno tem atividade seletiva agonista ou antagonista sobre os tecidos que respondem ao estrógeno. Actua como agonista no osso e sobre o metabolismo, reduzindo os níveis do colesterol total e da lipoproteína de baixa densidade (LDL), porem age como antagonista sobre os tecidos uterino e mamário.